# Brhlovce
Brhlovce (allemand : Brihlowitz , hongrois : Borfő) est un village de Slovaquie situé dans la région de Nitra.

## Histoire
Première mention écrite du village en 1245.

## Démographie

### Évolution de la population
| Année:               | 1994. | 2004.   | 2014.   | 2024.   |
| -------------------- | ----- | ------- | ------- | ------- |
| Nombre de personnes: | 360   | 329     | 305     | 292     |
| Différence:          |       | -8,61 % | -7,29 % | -4,26 % |

| Année:               | 2023. | 2024.   |
| -------------------- | ----- | ------- |
| Nombre de personnes: | 289   | 292     |
| Différence:          |       | +1,03 % |